# آرت فارمر
آرت فارمر (انگلیسی: Art Farmer; زاده ۲۱ اوت ۱۹۲۸ – درگذشته ۴ اکتبر ۱۹۹۹) ترومپت‌نواز و فلوگل‌هورن‌نواز جاز اهل ایالات متحده آمریکا بود. او همچنین با ساز فلومپت که منحصراً برای او ابداع شده بود می‌نواخت. پس از به شهرت رسیدن آرام‌آرام از بیباپ به سمت آثار تجربی‌تر متمایل شد. او بیش از ۵۰ آلبوم در دوران حرفه‌ای‌اش منتشر کرد.